# Jean-Paul Légaré
Pour les articles homonymes, voir Légaré.
Jean-Paul Légaré, né le 30 mai 1923 à Rimouski et mort le 7 décembre 2009 à l'Hôtel-Dieu de Québec, est un peintre et journaliste québécois.

## Biographie
Jean-Paul Légaré naît en 1923 à Rimouski de Marie-Louise Desroches et de Jérôme-Charles Légaré. Il est descendant du peintre de renommée Joseph Légaré, premier peintre paysagiste au Canada. Il devient journaliste à l'Écho du Bas-Saint-Laurent, puis à CJBR Radio, travail qu'il occupe pendant 25 ans. Dans les années 1940, il apprend la peinture à l'huile, à l'aquarelle et à la gouache. Il prend part, outre le journalisme, à l'évolution économique de sa ville, qui passe d'environ dix mille habitants à l'époque où il devient journaliste, à plus de 40 000 habitants trente ans plus tard. Il est président de la Jeune Chambre de commerce de Rimouski, puis de la Chambre de commerce, et est membre du conseil d'orientation économique du Bas-Saint-Laurent, chez qui il institue les premiers États généraux de la ville en 1964,. Il occupe par la suite le poste de président du Comité d'aménagement,. À l'âge de ses quarante ans, Légaré quitte sa ville natale. Il fonde en 1946 les Compagnons de l'art de Rimouski, active jusqu'à 1970,,. En 1962, travaillant pour l'Écho du Bas-Saint-Laurent, il effectue une campagne pour faire connaître le couvent Saint-Joseph, qui a contribué à la création du musée régional dix ans plus tard. Après l'Écho du Bas-Saint-Laurent et CBJR Radio, il est directeur du journal Ensemble!, puis collabore à la revue d'art Le Collectionneur.
Il a organisé une quinzaine d'expositions à travers la province, notamment à Québec, à Lévis, à Trois-Rivières, à Matane et à Saguenay. En 1992 et en 1993, ses peintures figurent sur des calendriers distribués à 150 000 exemplaires à travers le Canada et les États-Unis. En 1996, il organise une exposition d'une vingtaine à une trentaine de tableaux de peintures historiques pour les 300 ans de Rimouski. Légaré passe les dernières années de sa vie à Québec, dans le quartier Saint-Louis-de-France. Il meurt à l'Hôtel-Dieu de Québec le 7 décembre 2009 et sa cérémonie funèbre a lieu le 11. Il a épousé Anita Coulombe et a eu quatre enfants; Monic, Louis, André et Madeleine.
Ses peintures sont de sujets historiques, principalement dépeignant les paysages et les bâtiments de Rimouski.

## Œuvres
Pour sa série de toiles pour le tricentenaire de Rimouski, il s'est basé sur les documents qu'il a accumulé pendant sa carrière en tant que journaliste, et aussi sur des photographies d'époque, qu'il a trouvé dans des livres sur l'histoire de la ville. Il peint entre autres le Musée régional de Rimouski, le manoir Tessier, la cathédrale Saint-Germain et plusieurs scènes d'activités économiques locales, comme l'industrie du bois, l'agriculture et l'électricité. Il représente aussi le port et le phare de Pointe-au-Père, ainsi que le naufrage de l'Empress of Ireland,,.

## Collections
- Caisses Desjardins[8]
- Congrégation des Sœurs de Notre-Dame du Saint-Rosaire
- Ville de Rimouski[8]
- SSQ Assurance[8]
- Nordair[8]
- Agropur[8]
- Bell Canada[8]